# 瑟内德
瑟內德（法語：Senèdes，法語發音：[sənɛd]）是瑞士弗里堡州的一个小鎮，位於該國西部，其面積為0.5平方公里，海拔高度為748公尺。2011年人口為128人，其中九成信奉羅馬天主教，而人口密度為每平方公里256人。